# North American Rockwell OV-10 Bronco
North American Rockwell OV-10 Bronco – amerykański lekki samolot szturmowy i obserwacyjny, opracowany na początku lat 60. przez firmę North American jako samolot przeznaczony głównie do działań przeciwpartyzanckich. Po wejściu North American w skład firmy Rockwell znany pod oznaczeniem Rockwell OV-10.

## Historia
W 1959 US Marines zgłosiło zapotrzebowanie na nowy lekki samolot szturmowy przeznaczony do bliskiego wsparcia pola walki. Nowy, tani i prosty konstrukcyjnie samolot miał być także przeznaczony do eskortowania śmigłowców transportowych. W 1961 zapotrzebowanie na podobną konstrukcję zgłosiły także US Air Force. Także lotnictwo wojsk lądowych poszukiwało w tym czasie nowego lekkiego samolotu rozpoznawczego. W związku z potrzebą opracowania samolotu dla trzech rodzajów sił zbrojnych powołano komitet, który miał opracować wspólne wymagania techniczne. Komitet miał zorganizować konkurs na nowy samolot, wybrać a następnie wprowadzić go do produkcji. W konkursie wzięło udział 11 różnych konstrukcji, z których ścisłe wymagania spełniało tylko 7. Ostatecznie wybrano projekt przedstawiony przez firmę North American, która w październiku 1964 otrzymała zlecenie na zbudowanie prototypu. Pierwszy lot samolotu oznaczonego YOV-10A miał miejsce 16 lipca 1965. Do konstrukcji samolotu wprowadzono liczne zmiany, które były efektem doświadczeń działań bojowych w Wietnamie. Zwiększono zasięg, dodano opancerzenie kabiny załogi i samouszczelniające się zbiorniki paliwa. Do zadań samolotu dodano także rolę wysuniętego stanowiska obserwacji i naprowadzania samolotów szturmowych. Wszystkie te wymagania sprawiły, że w pierwotnym projekcie zaszły duże zmiany, które dotyczyły m.in. skrzydeł, silnika i przenoszonego uzbrojenia. Pierwszy lot poprawiona wersja samolotu wykonała w 1967. Dostawy samolotów seryjnych rozpoczęły się w lutym 1968.

## Wersje
- OV-10A – pierwsza i podstawowa wersja seryjna
- OV-10B – wersja opracowana dla Niemiec, przeznaczona do holowania celu dla ćwiczeń przeciwlotniczych
- OV-10B(Z) – wersja dla Niemiec do holowania celów, dostarczono 18 samolotów (z tego jeden wyposażono dodatkowo w jeden silnik odrzutowy zamontowany na górnej części kadłuba)
- OV-10C – zmodernizowana wersja A dla Tajlandii
- OV-10E – zmodernizowana wersja dla Wenezueli
- OV-10F – zmodernizowana wersja dla Indonezji
- OV-10D – modernizacja wersji A przeprowadzona przez US Marines, w wyniku której dodano mocniejsze silniki i zamontowano w przedniej części kadłuba urządzenie optoelektroniczne umożliwiające obserwację w nocy
- OV-10D+ – modernizacja wersji D polegająca m.in. na poprawie osiągów silnika i wzmocnieniu konstrukcji skrzydeł

## Użytkownicy
- Kolumbia
- Niemcy (wycofane)

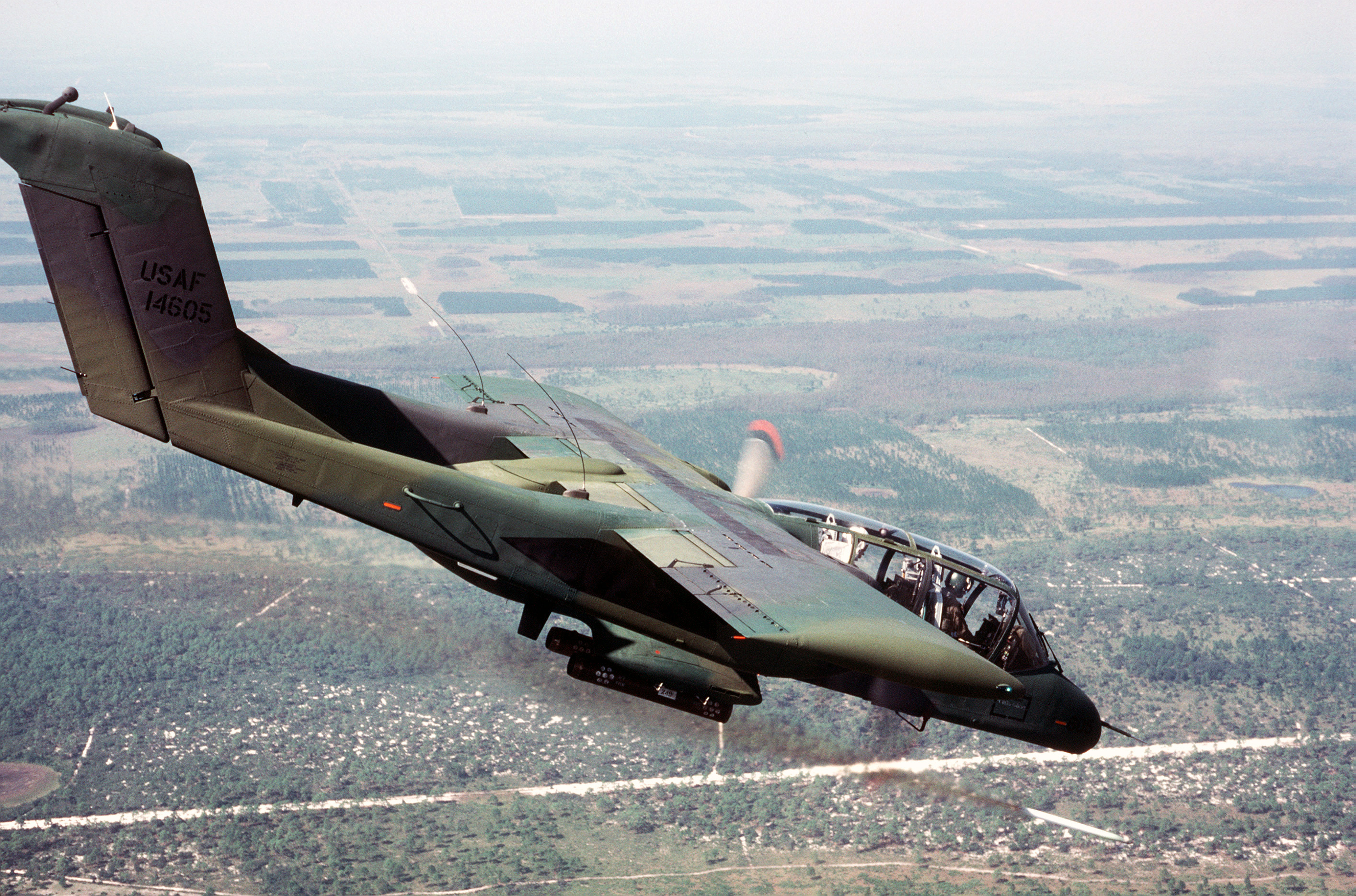
Bronco w barwach USAAF, 1984

  - Luftwaffe (6 OV-10B i 18 OV-10B(Z))
- Indonezja (wycofane)
  - Indonezyjskie Siły Powietrzne (16 OV-10F)
- Filipiny (wycofane) 
  - Filipińskie Siły Powietrzne (32 używane OV-10A/C)
- Tajlandia (wycofane) 
  - Królewskie Tajskie Siły Powietrzne (32 OV-10C)
- Stany Zjednoczone (wycofane) 
  - Siły Powietrzne Stanów Zjednoczonych
  - United States Navy
  - Korpus Piechoty Morskiej Stanów Zjednoczonych
- Wenezuela (16 OV-10E)
- Maroko (wycofane)

### Użytkownicy cywilni
- Kalifornijski departament leśnictwa i ochrony przeciwpożarowej (California Department of Forestry and Fire protection).
- Departament Stanu w Kolumbii (obsługiwany przez korporację DynCorp)

## Zastosowanie
Samoloty OV-10 były stosowane podczas wojny w Wietnamie od 1968 w misjach rozpoznawczych, jako eskorta dla śmigłowców, a także podczas bezpośredniego wsparcia żołnierzy na polu walki. W czasie walk dowództwo wydało rozkaz, aby zdemontować z samolotów karabiny maszynowe, ponieważ z powodu ich niewielkiego zasięgu samoloty musiały zbliżać się do nieprzyjaciela i narażone były na działanie broni przeciwlotniczej, czego efektem były duże straty samolotów OV-10 i ich załóg.

## Linki zewnętrzne

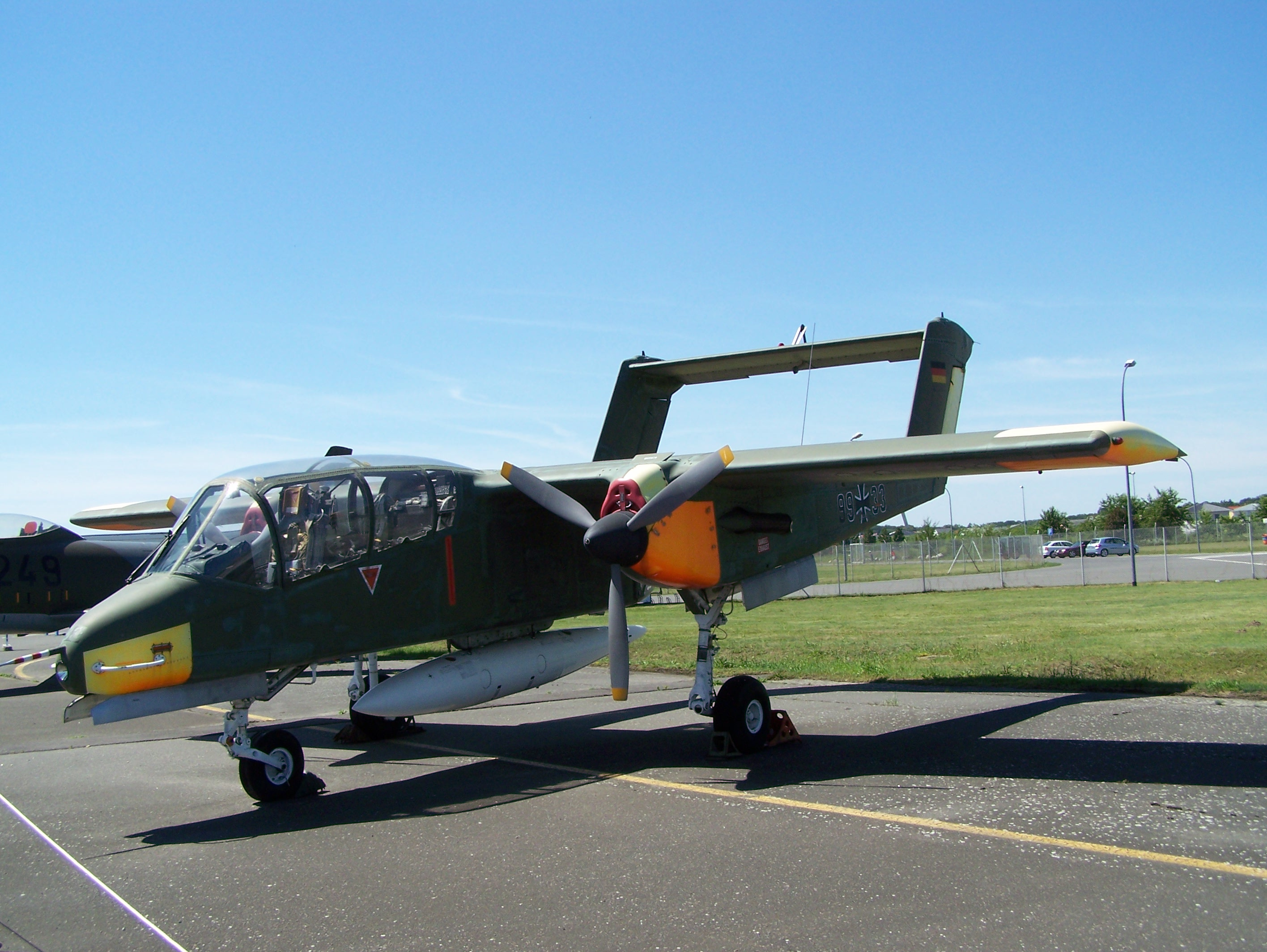
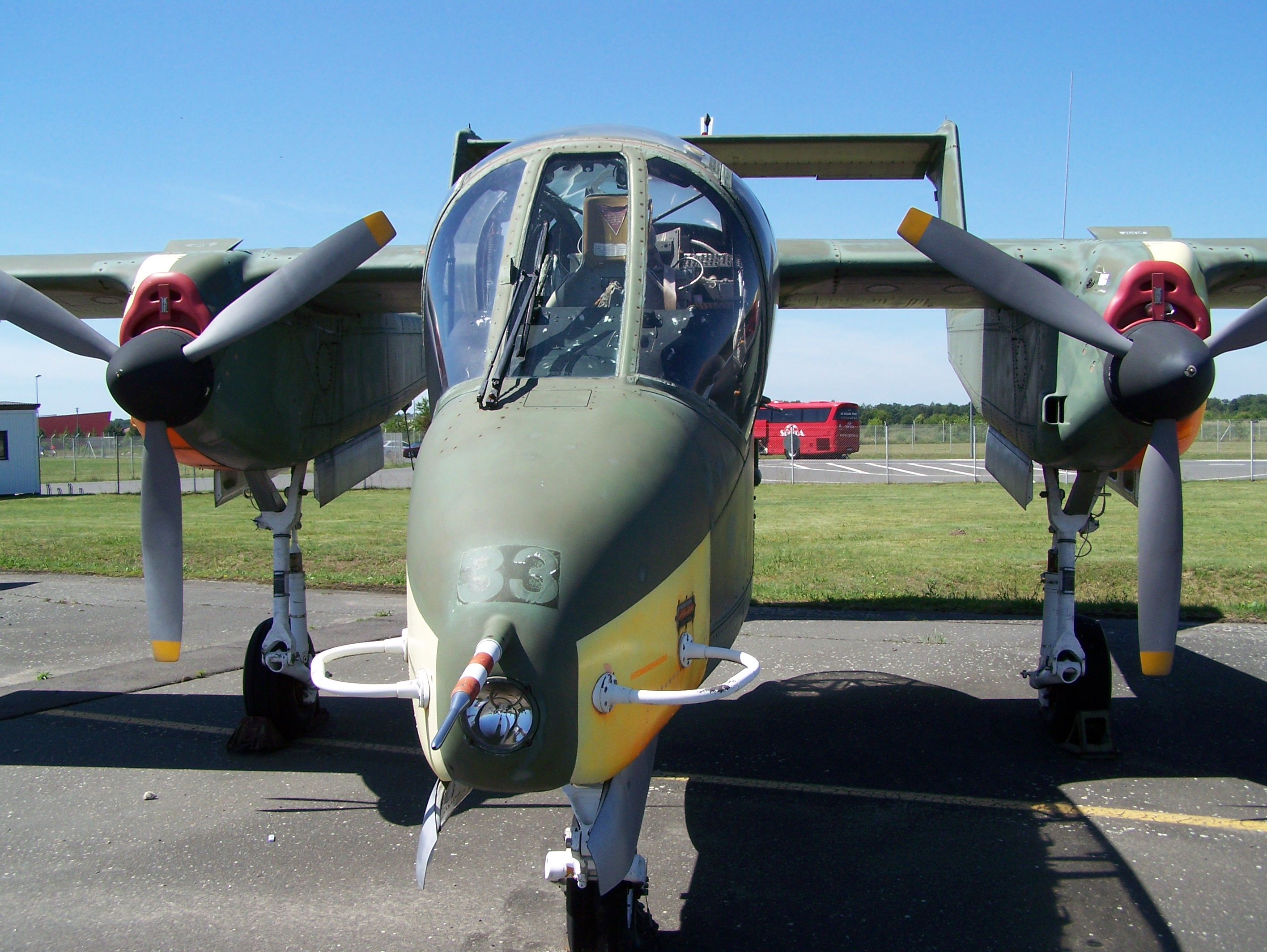
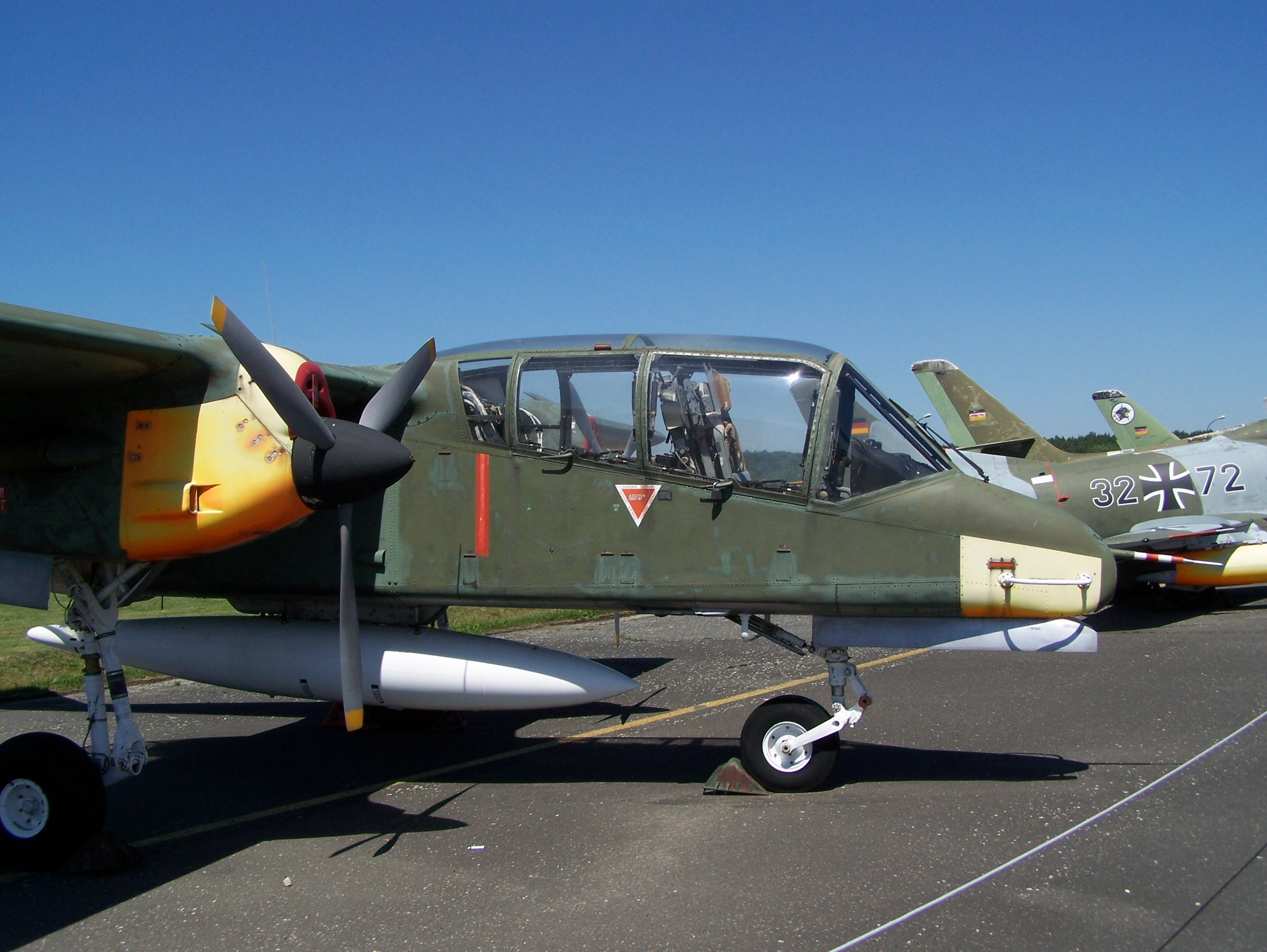
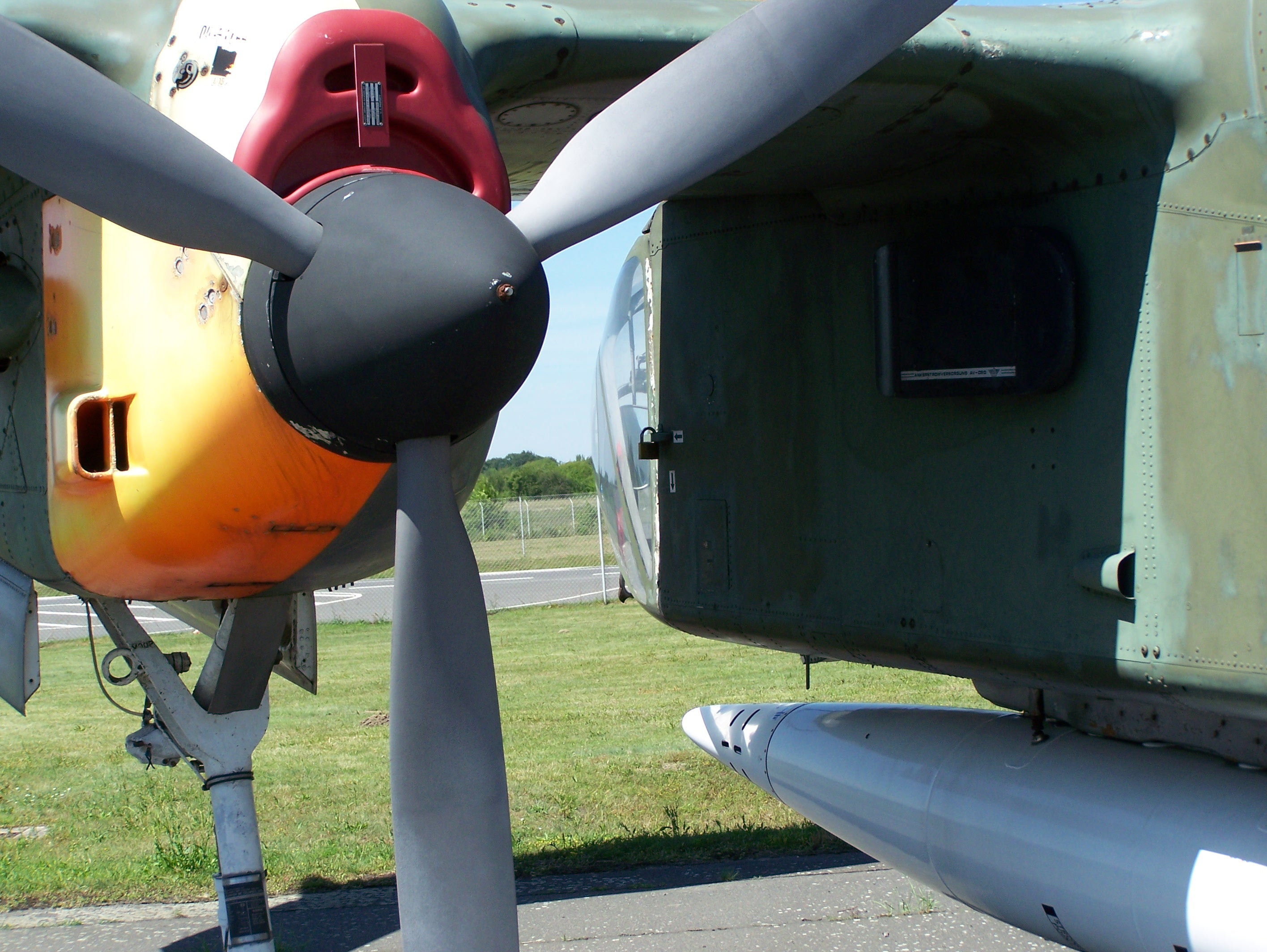
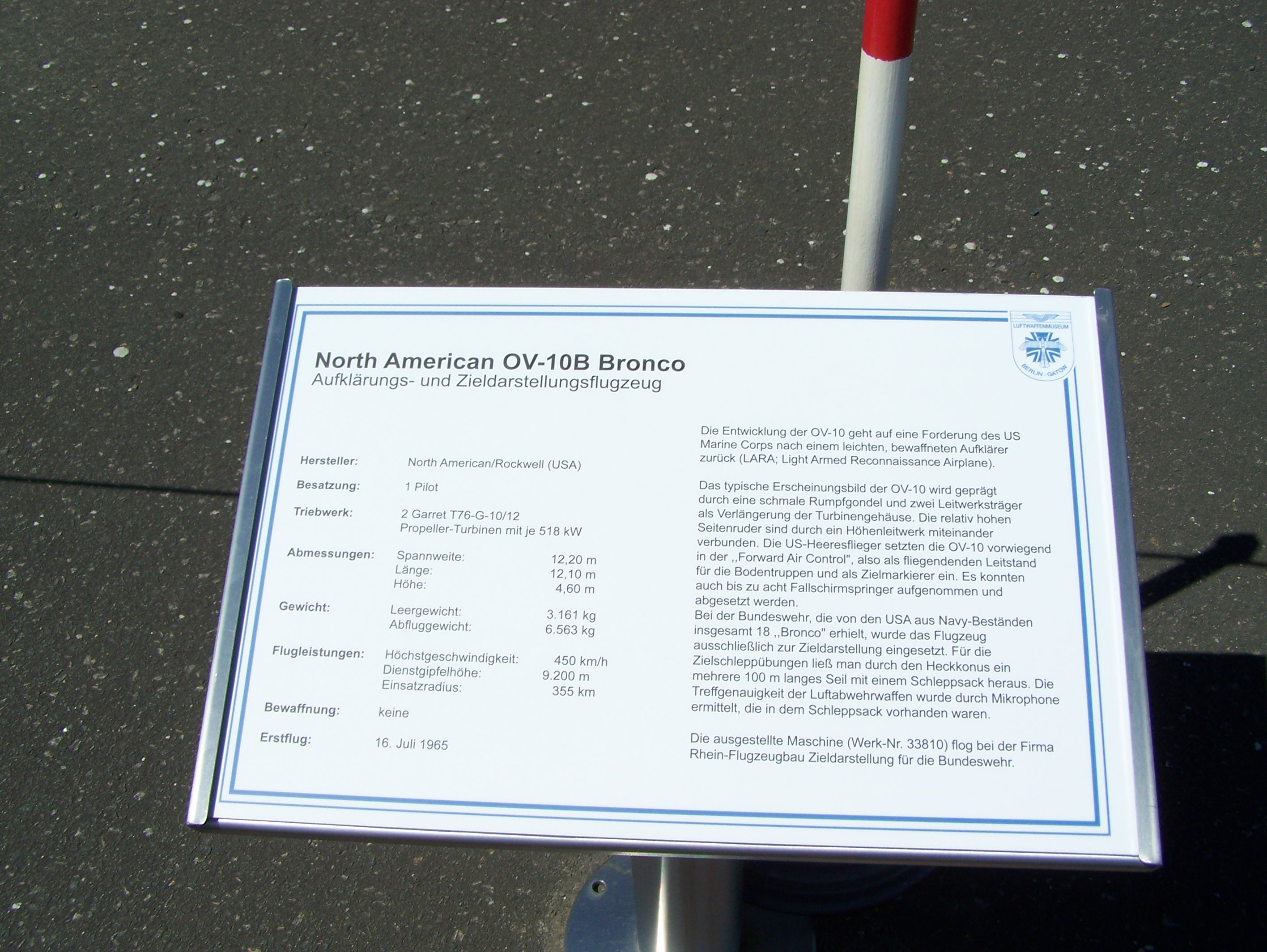